# 慈雲寺 (通霄鎮)
24°27′27″N 120°39′40″E / 24.457412°N 120.661241°E
慈雲寺，舊稱五里牌觀音亭，是位於臺灣苗栗縣通霄鎮五南里、台1線上的觀音寺。

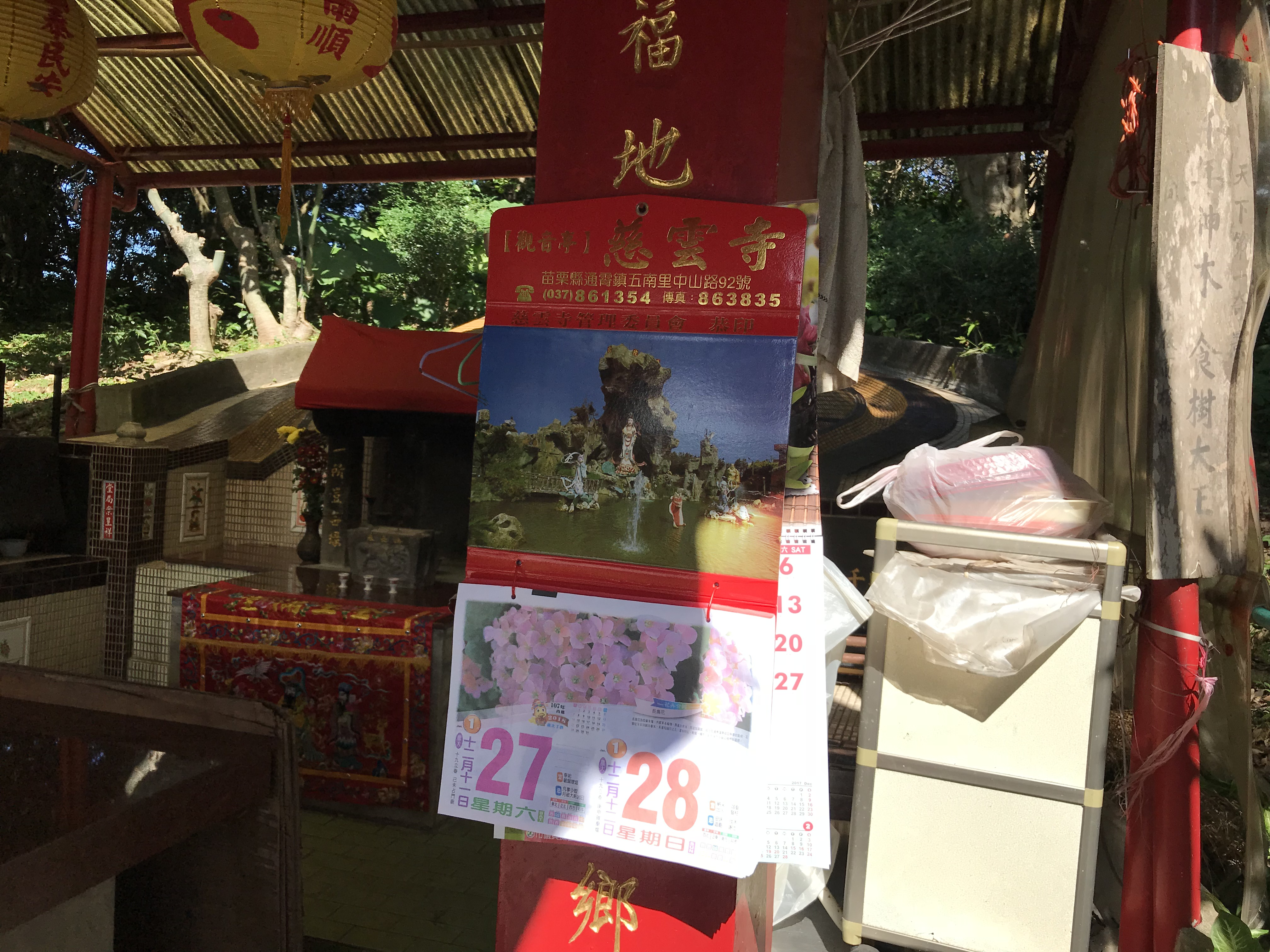
慈雲寺在五南里中山路92號。

## 歷史沿革
此寺位於通霄鎮五南里，舊稱「五里牌觀音亭」。建廟傳說是道光十五年（1835年）有位來台的唐山人士途經五里牌，為了避雨在樹下休息，忘了把觀音神像帶走，才由信眾建寺供奉。
戴潮春事件後，清軍王楨、鄭榮獻在苗栗、臺中海線敬獻七方匾額，此寺贈有寫有「慈芘兵戎」匾額，其他梧棲萬興宮、梧棲真武宮、大甲鎮瀾宮、清水紫雲巖、大庄浩天宮也有贈。
1971年，年久失修，遂成立改建委員會，由賴玉振主事，同年11月間正殿完工。1978年，改組為管理委員會，由朱火木出任主任委員。
1995年，臺灣省政府欲拓寬台一線縱貫公路為四線道，因通霄段需要拆移慈雲寺，由台灣省省長宋楚瑜協調，使工程終得順利進行。該年7月7日，苗栗縣政府召開玉泉村樟樹伯公廟、慈雲寺拆遷協調會，其中對慈雲寺的結論道路先以30公尺拓寬，等將來再拓寬至40公尺時往西側慈雲寺方向辦理拓寬。
1996年5月14日《聯合晚報》報導，宋楚瑜在該天省府月會中說，通霄溪須整治經費要新台幣1億2000萬元，若要拆當地的觀音廟兩座偏殿，地方人士索費新台幣六千萬元。於是宋楚瑜靈機一動，對通霄鎮長講正巧觀世音菩薩昨晚託夢給他，要捐出祂的左手作堤防、捐出右手作道路供民眾通行，保護信徒，要他全力配合。因此省下新台幣六千萬元，移作通霄溪整治費用。
對託夢之說，通霄鎮長邱紹俊解釋，是宋省長望眾人在處理問題上，能注重溝通協調，化解對立；寺方管委會主委朱火木表示曾聽說，但不影響當初寺方反對遷建的立場，後道路拓寬又不拆廟，可謂兩全其美。
1998年，慈雲寺旁開闢慈雲遊樂園，有大型觀音神像及《西遊記》等人物。2000年，寺方捐出於省道台一線通霄段路旁的二百坪土地，供建五南社區活動中心。

## 祭祀活動
農曆二月十九、六月十九、九月十九皆會舉行盛大祭典，即觀音菩薩聖誕、得道及出家日。以九月十九出家日的祭典最盛大，廟方還會請來戲班上演酬神戲。配祀有地藏王菩薩、妙庄王、韋馱尊天菩薩、伽藍尊天菩薩、十八羅漢尊者、斗姥元君、太陽及太陰星君、南北斗星君及值年星君等。
2003年夏，有六名偷渡的中華人民共和國國籍女子，在通霄鎮外海遭船老大推入海中溺斃。苗栗縣政府因此舉辦拔薦儀式，引靈到通霄慈雲寺入座，舉辦超度法會。法會進行中，香爐一度「發爐」（火燒起來），引起漁民議論。